# Vergné
Vergné är en kommun i departementet Charente-Maritime i regionen Nouvelle-Aquitaine i västra Frankrike. Kommunen ligger  i kantonen Loulay som ligger i arrondissementet Saint-Jean-d'Angély. År 2022 hade Vergné 168 invånare.

## Befolkningsutveckling
Antalet invånare i kommunen Vergné
Referens:INSEE